# 송도 (거제시)
송도(松島)는 경상남도 거제시 남부면에 있는 섬이다. 특정도서로 지정하여 관리되고 있다.

## 특정도서
송도는 해식애가 발달하였고, 조간대와 조하대의 자연성이 우수하며, 곰솔, 동백나무군락이 우수하여 독도 등 도서지역의 생태계보전에 관한 특별법에 의거 특정도서로 지정되었다.
- 지정번호 : 제116호
- 면적 : 8,331m2
- 지번 : 경상남도 거제시 남부면 갈곶리 산41